# Arkiv

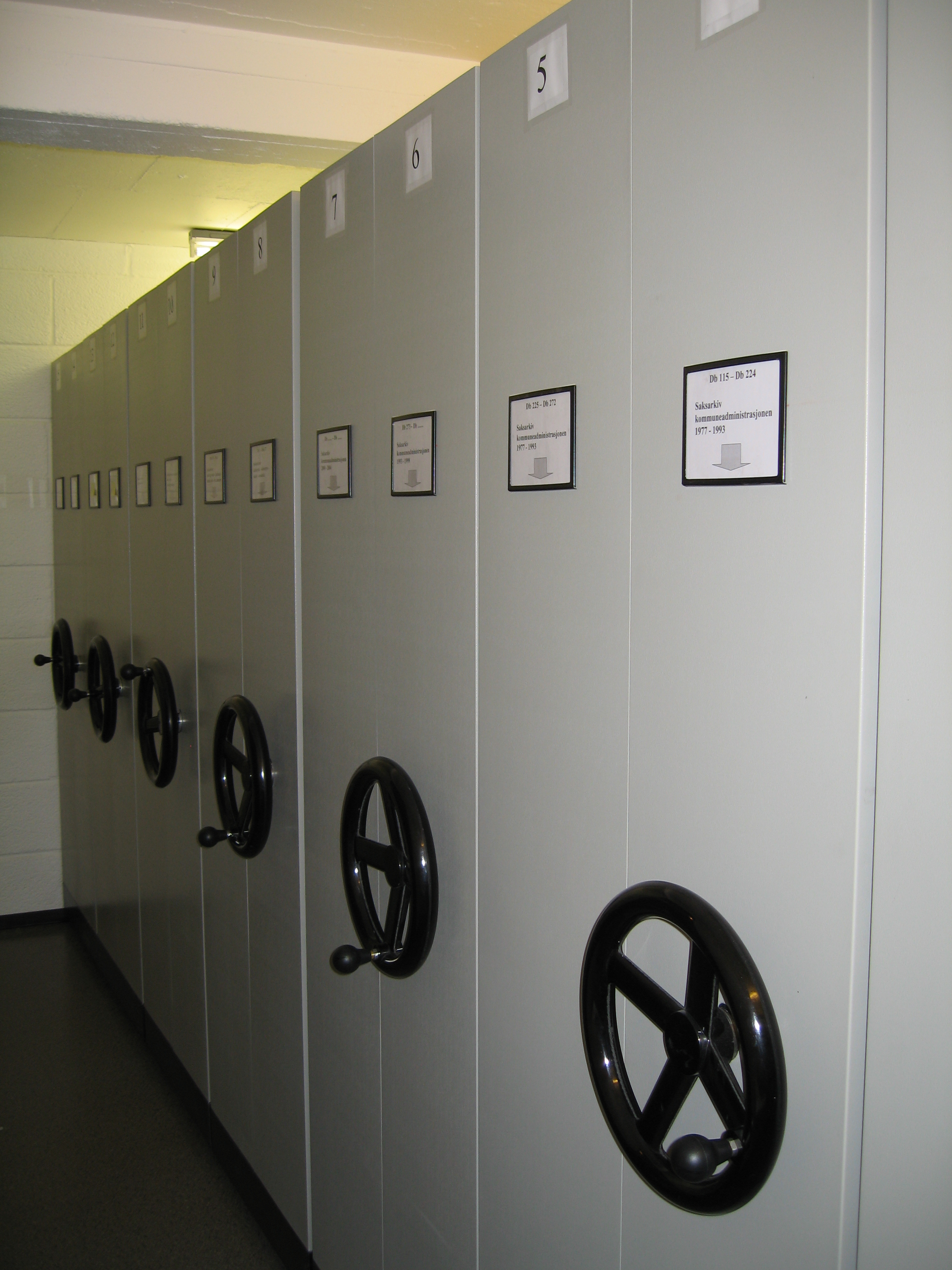
Ett exempel på ett arkiv.

Arkiv (av latin archivum, och ytterst grekiska archeion (άρχεϊον: regerings- eller ämbetsbyggnad) kan avse olika saker:
1. Ett sammanhållet bestånd av handlingar (arkivalier) härrörande ur en arkivbildares, exempelvis en myndighets, ett företags eller en enskild persons verksamhet.
2. En arkivinstitution, alltså en myndighet eller institution som handhar arkiv som överlämnats av den ursprungliga arkivbildaren. Exempel på sådana svenska institutioner är Riksarkivet och Landsarkiven, stads- eller kommunarkiven och landstingsarkiven, men det finns även fristående institutioner (privata och föreningar) som Arbetarrörelsens arkiv och bibliotek, folkrörelsearkiv och näringslivsarkiv som Centrum för Näringslivshistoria. Ett arkiv (i betydelsen 2) har i sin vård arkiv (i betydelsen 1) som skapats av andra.
3. Den lokal i vilken ett arkiv eller en arkivinstitution är inrymd. I folkmun händer det att arkiv jämställs med vad som oftast egentligen är "samlingar" vilket inom arkivvetenskapen är felaktigt. Arkiv inom arkivvetenskapen definieras bl.a. av de ovannämnda tre punkterna.

## Historia
I det antika Grekland och Rom fanns en utvecklad arkivkultur, men traditionen försvann i stor utsträckning med det Romerska imperiets fall. Först under högmedeltiden fick Europa återigen en arkivtradition, främst genom klosterväsendet och enskilda monarkier samlande. Ur franska revolutionen utvecklades under slutet av 1700-talet nationalarkiven med ambitionen att samla och centralisera nationens arkivmaterial. 1800-talets intresse för historisk forskning bidrog vidare till att stärka arkivens ställning.

## Arkivbegrepp
Begreppet arkiv (samling av dokument) särskiljs i första hand från museer (samling av föremål) och bibliotek (samling av tryckta böcker). Gränsdragningen har inte alltid varit klar mellan arkiv, bibliotek och museer. Till exempel innehåller Kungliga biblioteket flera samlingar av kända författares handskrifter vilka i och för sig brukar klassas som personarkiv eller enskilda arkiv. Med andra ord kan bibliotek som exempelvis Kungliga biblioteket inneha ett arkiv men ett bibliotek i dess traditionella betydelse är att de utgörs av samlingar med böcker. Således ska arkivbegreppets luddiga gräns ändå inte underskattas. 
Verksamhet rörande arkiv kallas arkivväsen. Skötseln av ett arkiv omfattar vad som ska samlas, vad som ska gallras ut, hur samlingen ska ordnas och hur den ska förtecknas. Den som yrkesmässigt ägnar sig åt detta kallas arkivarie. Studiet av sådana metoder kallas arkivvetenskap.
Den som skapar ett arkiv kallas arkivbildare. Arkiv skapas vanligen som en integrerad del av en organisation, företag, förenings eller persons ordinarie verksamhet. Lagar och förordningar kan föreskriva att handlingar måste sparas i viss utsträckning under en viss tid, men därutöver anger arkivbildaren vad som ska gälla. För den offentliga sektorn gäller i Sverige, Tryckfrihetsförordningen, Offentlighets- och sekretesslagen och Arkivlagen med flera lagar. Större arkivinstitutioner har dessutom att ta ställning till donationer av hela arkiv från privata arkivbildare. Sedan c:a 1900 tillämpas proveniensprincipen, vilket betyder att dokument förvaras och hanteras i den ordning de skapades. Proveniensen gäller såväl inre som yttre ordning. I äldre tid förekom det att donerade dokumentsamlingar delades upp och dokumenten sorterades in i den egna samlingen.
I engelskspråkiga och internationella sammanhang har begreppet archive en smalare innebörd, och åsyftar vanligtvis slutarkiverade handlingar, medan records används för handlingar som ännu brukas för de syften de skapats för. Det svenska arkivbegreppet (i betydelse 1) saknar precis motsvarighet i engelskan. Inom internationellt arkivväsen förekommer istället begreppet fonds. Fonds kan åsyfta både det specifika handlingsbeståndet från en arkivbildare i arkivinstitutionens förvar, själva arkivbildaren, eller samtliga handlingar skapade av samma upphovsmakare. Skillnaden mellan fonds och arkiv kan förenklat sägas vara att det svenska arkivbegreppet utgår från proveniens i bemärkelsen överföring: med arkivbildare åsyftas då organisationen eller individen som överlåtit beståndet till arkivinstitutionen medan fonds-begreppet ordnar handlingarna efter deras skapare.
Förtecknandet av arkiv är avgörande för att hitta handlingar. Den utgör en fortsättning på eller tillämpning av proveniensprincipen. Framför allt kan den vara olika detaljerad. På högsta nivån måste en arkivinstitution ha en förteckning över vilka arkivbildares arkiv den förvaltar. För varje arkiv redovisas sedan handlingarna i "serier" som i sin tur består av "volymer". Arkivbestånden förtecknas vanligen med stöd av ett arkivschema (förteckningsplan). Handlingarna kategoriseras på funktionella grunder.

## Lagar och förordningar
I Sverige finns sedan 1991 Arkivlagen vilken arkiv inom den offentliga sektorn efterföljer, utöver arkivlagen finns Arkivförordningen. Arkivlagen och Arkivförordningen är bådadera uppdelade i bestämmelser som gäller dels statliga myndigheter och dels kommunala. Även Riksarkivet har författat föreskrifter (RA-FS) som kan ses verka i samklang med den allmänna arkivlagen. Arkivlagen, arkivförordningen och RA-FS utgör till stor del grunden för hur den svenska arkivvården ser ut.  En viktig aspekt av den svenska arkivverksamheten är att den verkar för att offentlighet är principen. Detta är specifikt för Sverige och beror på grundlagen Tryckfrihetsförordningen vilken reglerar Offentlighetsprincipen samt Offentlighets- och sekretesslagen.

## Olika typer av arkiv
Föreningsarkiv är i ordets betydelse 1. de handlingar som en förening skapar i sin verksamhet och bevarar. I andra betydelsen är det en institution som är en depå för föreningar.
Företagsarkiv är i ordets betydelse 1. de handlingar som ett företag skapar i sin verksamhet och bevarar. I andra betydelsen är det en institution som är en depå för företag.
Ett pressklipparkiv består av utklippta tidningsartiklar i för arkivbildaren relevanta ämnen, till exempel om det egna företaget. Se även nyhetsbevakning. Om klipparkivet förekommer inom en arkivbildares verksamhet redovisas det som en serie i arkivförteckningen.
Ritningsarkiv finns vid tekniska företag, när tekniska ritningar hanterades på papper eller motsvarande. Uppgifter var att förvara originalritningar, förvalta gjorda ändringar i dessa och framställa kopior. Vanligen bestod originalritningarna av halvtransparent film som rullades, medan kopior gjordes i negativt blått på papper, cyanotypi eller så kallade blåkopior. En alternativ förvaring är i så kallade vertikalskåp där ett hängband skonsamt fästes vid föremålet. Denna hantering av ritningsarkiv var dyrbar och långsam och har sedan 1980-talet ersatts av datorprogram för ritning (CAD, computer-aided design, datorstödd konstruktion), förvaltning och lagring, vanligen i stora system som omfattar företagets hela produktsortiment över produkternas hela livstid, så kallad product data management (PDM-system). I den mån ritningarna arkiverats redovisas de som en eller flera serier i arkivförteckningen.
Grammofonarkiv är ett annat namn för skivsamling.
I Sverige kan det grovt sammanfattas till två typer av arkiv: Arkiv och Enskilda arkiv. Arkiv regleras i grund och botten av Tryckfrihetsförordningen och Offentlighetsprincipen där exempelvis allmänna handlingar berörs. En allmän handling är det som inkommer samt upprättas hos myndighet.Det måste dock inte vara en myndighet som är arkivbildare till handlingarna däremot förvaltas dessa hos en myndighetsinstitution som exempelvis Riksarkivet, d.v.s. ett företag som ju inte är myndighet kan i vissa fall skicka in sitt arkiv till Riksarkivet vilket därmed leder till att företagets arkiv numera blir offentlig för allmänheten d.v.s. arkivet utgörs då av allmänna handlingar. Det skulle kunna också förklaras på så vis att Enskilda Arkiv är det som inte berörs av Tryckfrihetsförordningen och därmed Offentlighetsprincipen, med andra ord utgörs Enskilda arkiv av handlingar som inte inkommit eller upprättats hos en myndighet. Exempel på detta kan vara föreningsarkiv, personarkiv eller företagsarkiv. Exempel på organisationer som bevarar företagsarkiv finnes i "Centrum för Näringslivshistoria" vilka är en ideell förening.

## Arkivväsen i specifika länder
- Riksarkivet (Sverige)
- Krigsarkivet (Sverige)
- Archives nationales (Frankrike)
- Bundesarchiv (Tyskland)
- Riksarkivet (Finland)
- Internet Archive
- Riksarkivet (Norge)
- National Archives and Records Administration (NARA, USA)
- Vatikanens arkiv

### Internationella standarder
Internationella standarder reglerar format och strukturer vid utbyte av digitalt arkivmaterial mellan arkivinstitutioner nationellt och internationellt. Standarder syftar också till att säkerställa digitala handlingars autenticitet, tillförlitlighet och tillgänglighet över tid.
ISAD(G),General International Standard Archival Description, klargör att vissa element måste finnas med i en arkivbeskrivning; arkivbildare eller upphovsman (creator), arkivrubrik eller seriesignum (reference code) och handlingarnas tillkomsttid (dates). Omfång och beskrivningsnivå ska också framgå. EAD, Encoded Archival Description, bygger på uppmärkningsspråket XML och är ett internationellt format för arkivbeskrivningar.